# Grand Prix automobile de Belgique 1947
Résultats du Grand Prix automobile de Belgique de Formule 1 (appelée à l'époque formule A) 1947 qui a eu lieu sur le circuit de Spa-Francorchamps le 29 juin 1947.

## Classement de la course
| Pos  | N° | Pilote                                      | Châssis        | Tours | Temps/Abandon      | Grille |
| ---- | -- | ------------------------------------------- | -------------- | ----- | ------------------ | ------ |
| 1    | 8  | Jean-Pierre Wimille                         | Alfa Romeo 158 | 35    | 3 h 18 min 28 s 64 | 1      |
| 2    | 4  | Achille Varzi                               | Alfa Romeo 158 | 34    | + 1 tour           | 2      |
| 3    | 34 | Carlo Felice Trossi Giovanbattista Guidotti | Alfa Romeo 158 | 33    | + 2 tours          | 4      |
| Abd. | 6  | Consalvo Sanesi                             | Alfa Romeo 158 | 32    | Boîte de vitesses  | 6      |
| 4    | 44 | Bob Gerard Cuth Harrison                    | ERA B          | 32    | + 2 tours          |        |
| 5    | 24 | Maurice Trintignant                         | Delage D6.70   | 31    | + 4 tours          |        |
| 6    | 22 | Louis Rosier                                | Talbot 150SS   | 30    | + 5 tours          |        |
| 7    | 40 | Leslie Johnson                              | Talbot 150C    | 29    | + 6 tours          |        |
| Abd. | 28 | Henri Louveau                               | Delage D6.70   | 18    |                    |        |
| Abd. | 34 | Eugène Chaboud                              | Delahaye 135S  | 17    |                    | 8      |
| Abd. | 32 | Yves Giraud-Cabantous                       | Talbot 26SS    | 15    | Accident           |        |
| Abd. | 36 | Émile Cornet                                | Delahaye 135S  | 15    |                    |        |
| Abd. | 10 | Raymond Sommer                              | Maserati 4CL   | 14    | Châssis            | 5      |
| Abd. | 18 | Christian Kautz                             | Maserati 4CL   | 14    | Circuit d'huile    |        |
| Abd. | 20 | Louis Chiron                                | Talbot 26      | 9     | Moteur             | 3      |
| Abd. | 42 | Peter Whitehead                             | ERA B          | 6     | Allumage           | 7      |
| Abd. | 16 | Toulo de Graffenried                        | Maserati 4CL   | 5     | Piston             |        |
| Abd. | 30 | Benoît Falchetto                            | Bugatti T35    | 2     | Boîte de vitesses  |        |

- Légende: Abd.=Abandon

## Pole position & Record du tour
- Pole Position : Jean-Pierre Wimille en 5 min 12 s 5.
- Tour le plus rapide : Jean-Pierre Wimille en 5 min 18 s 0.

## Tours en tête
- Raymond Sommer : 3 tours (1-3)
- Jean-Pierre Wimille : 31 tours (4-14 16-35)
- Achille Varzi : 1 tour (15)